# Pulvinaria saccharia
Pulvinaria saccharia är en insektsart som beskrevs av De Lotto 1964. Pulvinaria saccharia ingår i släktet Pulvinaria och familjen skålsköldlöss. Inga underarter finns listade i Catalogue of Life.